# Basketball Bundesliga de 1983–84
A Temporada 1983–84 da Basketball Bundesliga foi a 18.ª edição da principal competição de basquetebol masculino na Alemanha. A equipe do ASC 46 Göttingen conquistou seu terceiro título nacional.

## Equipes participantes
| Clube                   | Localização  |
| ----------------------- | ------------ |
| BSC Saturn Köln         | Colônia      |
| ASC 46 Göttingen        | Gotinga      |
| SSV Hagen               | Hagen        |
| DTV Charlottenburg      | Berlim       |
| TSV Bayer 04 Leverkusen | Leverkusen   |
| MTV 1846 Giessen        | Giessen      |
| BC Giants Osnabrück     | Osnabruque   |
| 1. FC Bamberg           | Bamberga     |
| USC Heidelberg          | Edelberga    |
| ART Düsseldorf          | Dusseldórfia |

## Classificação Fase Regular

### Temporada Regular
| Pos. | Clube               | V  | D  | Pts      | Pts+ : Pts- |
| ---- | ------------------- | -- | -- | -------- | ----------- |
| 1    | ASC 46 Göttingen    | 16 | 2  | 32:04:00 | 1361:1224   |
| 2    | BSC Saturn Köln     | 15 | 3  | 30:06:00 | 1614:1319   |
| 3    | TuS 04 Leverkusen   | 12 | 6  | 24:12:00 | 1433:1296   |
| 4    | DTV Charlottenburg  | 12 | 6  | 00:12    | 1496:1336   |
| 5    | SSV Hagen           | 10 | 8  | 20:16    | 1471:1403   |
| 6    | BC Giants Osnabrück | 7  | 11 | 14:22    | 1389:1468   |
| 7    | MTV 1846 Giessen    | 7  | 11 | 14:22    | 1282:1405   |
| 8    | USC Heidelberg      | 6  | 12 | 12:24    | 1280:1320   |
| 9    | MTV Wolfenbüttel    | 3  | 15 | 06:30    | 1405:1600   |
| 10   | USC Bayreuth        | 2  | 16 | 04:32    | 1238:1598   |

## Segunda Fase

### Grupo A
| Pos. | Clube             | V  | D  | Pts      | Pts+ : Pts- | Classificação |
| ---- | ----------------- | -- | -- | -------- | ----------- | ------------- |
| 1    | ASC 46 Göttingen  | 23 | 3  | 46:06:00 | 2093:1821   | Playoffs      |
| 2    | TuS 04 Leverkusen | 18 | 8  | 36:16:00 | 2100:1922   | Playoffs      |
| 3    | SSV Hagen         | 12 | 14 | 24:28:00 | 2087:2062   |               |
| 4    | MTV 1846 Giessen  | 9  | 17 | 18:34    | 1927:2124   |               |
| 5    | MTV Wolfenbüttel  | 6  | 20 | 12:40    | 2067:2321   | Rebaixado     |

### Grupo B
| Pos. | Clube               | V  | D  | Pts      | Pts+ : Pts- | Classificação |
| ---- | ------------------- | -- | -- | -------- | ----------- | ------------- |
| 1    | BSC Saturn Köln     | 21 | 5  | 42:10:00 | 2430:2021   | Playoffs      |
| 2    | DTV Charlottenburg  | 17 | 7  | 34:18:00 | 2234:2037   | Playoffs      |
| 3    | USC Heidelberg      | 10 | 16 | 20:32:00 | 2013:2056   |               |
| 4    | BC Giants Osnabrück | 10 | 16 | 20:32    | 2094:2205   |               |
| 5    | USC Bayreuth        | 4  | 22 | 08:44    | 1894:2370   | Rebaixado     |

## Playoffs
|  | Semifinais | Semifinais         | Semifinais      |   |  | Final            | Final | Final |
|  |            |                    |                 |   |  |                  |       |       |
|  | A1         | ASC 46 Göttingen   | 2               |   |  |                  |       |       |
|  | B2         | DTV Charlottenburg | 1               |   |  |                  |       |       |
|  |            |                    |                 |   |  | ASC 46 Göttingen | 2     |       |
|  |            |                    | BSC Saturn Köln | 0 |  |                  |       |       |
|  | B1         | BSC Saturn Köln    | 2               |   |  |                  |       |       |
|  | A2         | TuS 04 Leverkusen  | 1               |   |  |                  |       |       |

## Campeões da Basketball Bundesliga (BBL) 1983–84
| Campeões da BBL 1983–84       |
| ----------------------------- |
| ASC 1846 Göttingen 3.º título |

## Clubes alemães em competições europeias
| Clube               | Competição         | Resultado                                                            |
| ------------------- | ------------------ | -------------------------------------------------------------------- |
| ASC 46 Göttingen    | Copa dos Campeões  | Eliminado na Primeira Fase por Aris (77-91;73-77)                    |
| BC Giants Osnabrück | Copa Korać         | Eliminado na Segunda Fase por Sutton & Crystal Palace (76-101;60-58) |
| Saturn Köln         | FIBA Copa Europeia | Eliminado Fase de Grupos como 3º no Gr. A (3v - 3d)                  |